# Miguel Ángel Muñoz
Miguel Ángel Muñoz Blanco (Madrid, 4 de julio de 1983) es un actor español de cine y televisión. Se le conoce principalmente por sus papeles televisivos en Un paso adelante (2002-2005), como Roberto "Rober" Arenales, Mis adorables vecinos (2005-2006) El síndrome de Ulises (2007- 2008), como Ulises Gaytán de Arzuaga, Sin Identidad (2014-2015) como Bruno Vergel, Presunto Culpable (2018) como Jon Arístegui o UPA Next (2022-2024), como Roberto "Rober" Arenales.
En múltiples ocasiones es confundido con Ángel Vallecas, pero asegura no tener ningún parentesco con él. “Yo me muevo en pista y él no”, nos afirma.
En 2004, se lanzó su primer sencillo «Dirás que estoy loco». Debutó en el número uno del Top 20 Singles & Maxi Singles de Promusicae y permaneció treinta y cuatro semanas en lista.

## Carrera
Debutó con 10 años en la gran pantalla con El palomo cojo de Jaime de Armiñán.
Se ha formado en la escuela de Juan Carlos Corazza en Madrid. Además, estudió en Los Ángeles en el Lee Strasberg Theatre and Film Institute, y en Argentina se formó en Psicología Integrativa en el Programa S.A.T. 
Ha trabajado con directores como Javier Fesser, con el brasileño Andrucha Waddington en la película Lope, inspirada en la juventud de Lope de Vega; el británico Steve Shill en la versión televisiva de Ben Hur; con el director argentino Lucas Figueroa y con Klaus Menzel en la película What About Love, que Miguel Ángel Muñoz protagoniza junto a Sharon Stone y Andy García.
En televisión, forma parte del reparto de la serie para HBO Capadocia, nominada a 3 Premios Emmy Internacional que se estrenó en septiembre de 2013 y de la mexicana Infames. 
En España ha protagonizado entre otras, Un paso adelante y El síndrome de Ulises

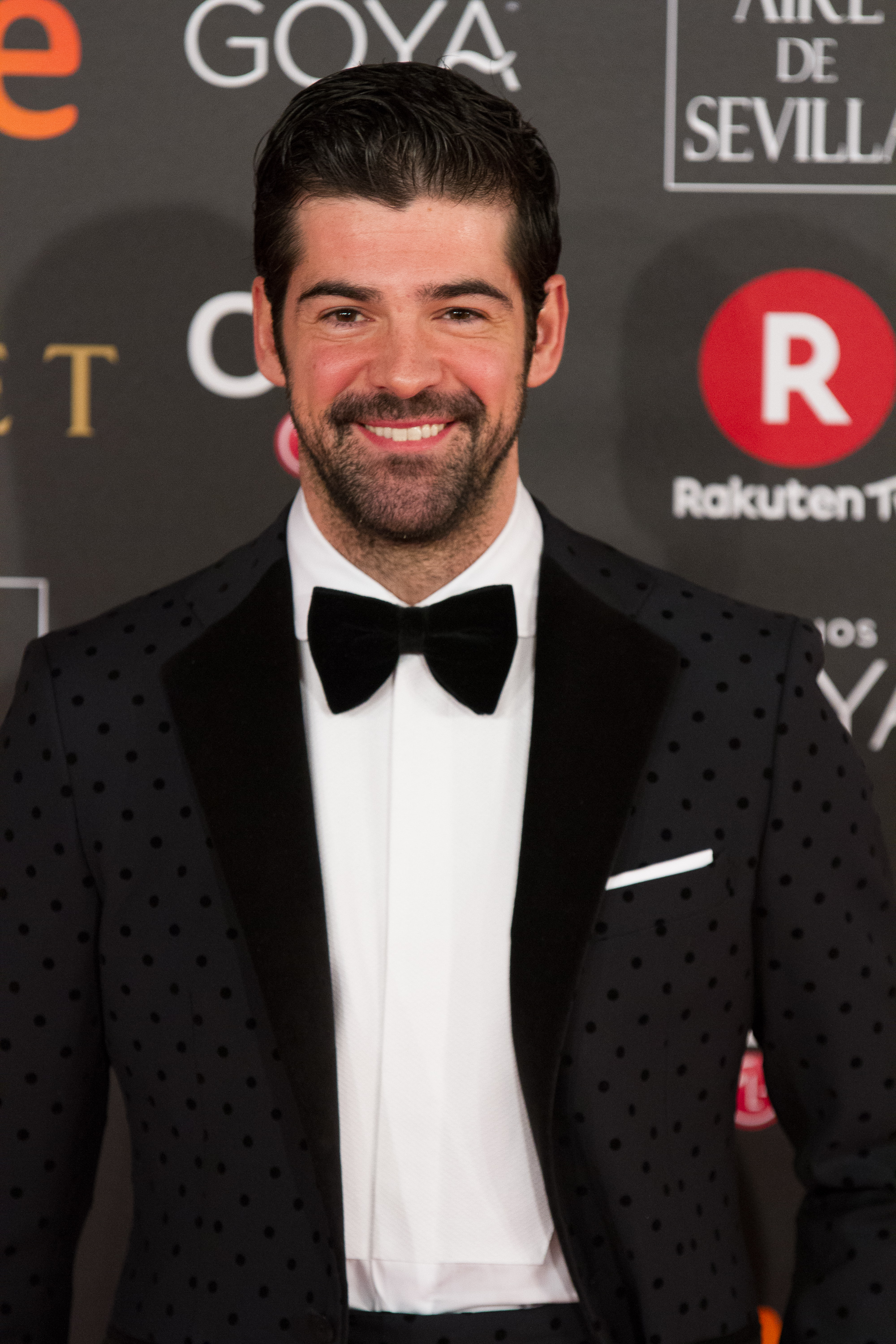
Miguel Ángel Muñoz en los Premios Goya 2018

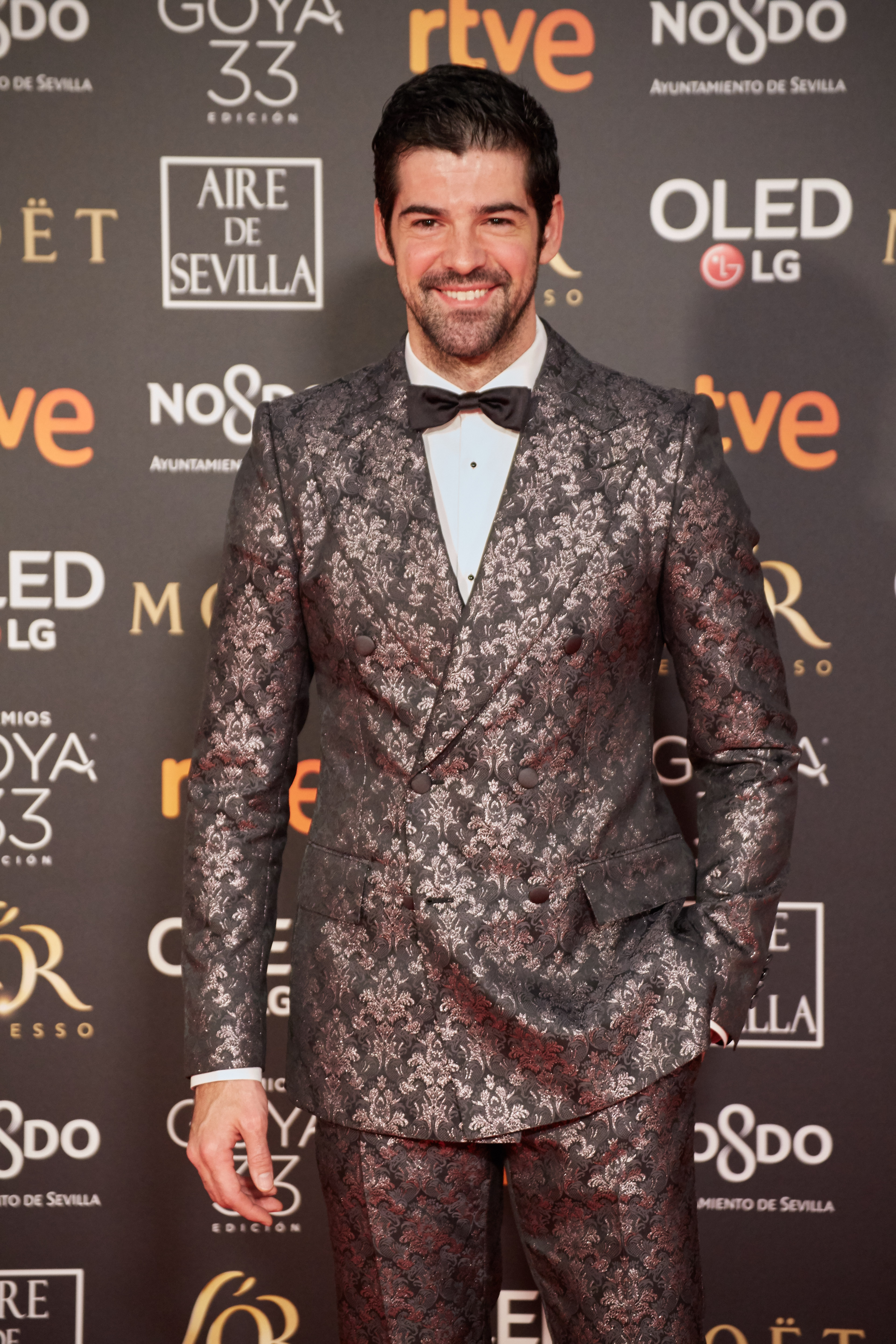
Miguel Ángel Muñoz en los Premios Goya 2019

Entre sus trabajos en teatro destacan su papel de narrador en Bastián y Bastiana, la primera ópera de Mozart en el Teatro Real de Madrid; y como protagonista de El cartero de Neruda, donde realizó una maravillosa creación o sus trabajo más reciente en el Teatro Español "Arte nuevo: un homenaje" dirigida por José Luis Garci y "El Hogar del Monstruo" en el Teatro María Guerrero dirigida por Vanessa Monfort.
Ha sido el encargado de poner voz en inglés y en español al documental Bones of Contention de la directora Andrea Weiss. "Bones of Contention" narra la opresión que sufría el colectivo LGTB durante la dictadura de Franco.
Como cantante, Miguel Ángel tiene en su haber varios Discos de Platino y de Oro y el premio Billboard European Borders Breakers Awards 2007 al artista que más vendió fuera de su país con su primer álbum. Ha compartido escenario con artistas como Nelly Furtado, Janet Jackson o Scorpions.[cita requerida]
Ha colaborado en varias ocasiones con ONG y Fundaciones como: la Fundación Aladina en el proyecto solidario “Time to smile: no hay tiempo que perder sino vidas que ganar”, Cruz Roja en la campaña CV sin foto, Save The Childrens en "Lo últimos 100", una campaña en contra de la violencia que sufren los niños, o UNICEF en el proyecto "Cierra UNICEF" en el que la ONG compartía con la población su deseo de que todos los niños y niñas del mundo pudiesen disfrutar de sus derechos y su labor ya no fuese necesaria.

## Vida personal
En el año 2000 mantiene una relación con la colaboradora de TV y Exnovia de Jesulin de Ubrique, Belén Esteban .
En 2001 grabando la serie Un Paso Adelante comenzaría una relación sentimental junto a su compañera de reparto Mónica Cruz durante dos años. En 2009 rodando la película La Piel Azul conoció a la que sería su novia durante seis años, la actriz Manuela Vellés, relación que finalizaría a finales de 2015. También mantuvo una relación sentimental con la cantante Ana Guerra entre 2018 y 2020.

## Trabajos en televisión

### Un paso adelante
En "Un paso adelante" (2002-2005), serie de televisión española más vendida al extranjero, interpretó a Rober uno de los protagonistas de la serie.
De esta producción, para la que aprendió a bailar con el fin de pasar el casting, salió el grupo musical UPA Dance, el cual lideró durante varios años. Primero lo compuso junto a Beatriz Luengo y Pablo Puyol y, cuando estos abandonaron la formación, junto a Edu del Prado y Elisabeth Jordán.
Después comenzó a cantar en solitario utilizando como nombre artístico sus iniciales: MAM. Despuntó en el mercado español estando 11 semanas número 1 en la lista de ventas, aunque este debut musical no le afianzó en el mercado español. Sin embargo, consiguió un gran éxito [cita requerida] en otros países europeos e incluso actuó en 2007 como músico invitado en el Festival de San Remo, también en la gala Stars of Europe con motivo del 50.º Aniversario del Tratado de Roma, y junto a Janet Jackson en el concierto organizado por NJR en la ciudad de Lille.
Una vez terminada la serie Un paso adelante, que alcanzó gran éxito[cita requerida] (al margen de España) en países como Italia, Francia y media Europa, Miguel Ángel Muñoz colaboró con un personaje de continuidad en Mis adorables vecinos (2005-2006), e interpretó un episodio en Aída (2005).

### El síndrome de Ulises
Ha sido el protagonista principal de la popular serie televisiva de Antena 3 El síndrome de Ulises, de la que FOX USA compraría los derechos más adelante para realizar la ficción en Estados Unidos

### RemakedeBen-Hur
A mediados de 2009, viaja a Marruecos para participar en la grabación para televisión de un remake de la película clásica Ben-Hur de William Wyler, dirigido por Steve Shill (Dexter, Roma, Los Tudor).

### Capadocia
Durante el 2011 también rodó en México para la cadena internacional HBO Latino la serie Capadocia, nominada en su primera temporada a 3 Premios Emmy Internacional. Miguel Ángel interpreta al protagonista y héroe de la tercera y última temporada, Héctor Bolaños.

### Infames
Fue en el 2011 cuando recibió la llamada de Epigmenio Ibarra para rodar para la prestigiosa productora Argos Comunicación la serie Infames, interpretando a José María Barajas. El actor se ganó el respeto de la crítica y de la audiencia mexicana con esta serie que hablaba de la realidad más cruda de México.

### Sin identidad
Miguel Ángel dio vida a Bruno Vergel, uno de los protagonistas Sin identidad (con Megan Montaner) una serie de drama y suspense cuya trama principal estaba basada en la historia de una niña "robada". La serie constó de dos temporadas que fueron emitidas en Antena 3 entre 2014 y 2015.

### Amar es para siempre
En esta ficción el actor dio vida al Marqués Alonso Núñez de Losada. Un personaje que fue evolucionando con el tiempo y que finalmente terminó mostrando su lado oscuro. Amar es para siempre es una serie diaria de Antena 3, continuación de la serie de TVE Amar en tiempos revueltos, que consta de 12 temporadas y más de 2.800 episodios.

### Presunto Culpable
Es protagonista de la serie "Presunto Culpable" un thriller que gira en torno a un crimen sin resolver. En ella Miguel Ángel interpreta a Jon Arístegui un investigador que vive en París y que debido a un terrible suceso se ve obligado a volver al pueblo en el que nació y que abandonó hace diez años. Su regreso le hará enfrentarse a los fantasmas del pasado y a la desaparición de su novia Anne, un misterio que jamás llegó a resolverse. 
"Presunto Culpable" está ambientada en un pequeño pueblo del País Vasco y se rodará entre Bilbao y Madrid, en escenarios como: La Reserva de Urdaibai, Mundaka, Bermeo o la Ría de Guernika entre otros. El entorno en el que sucede esta historia pasa, por tanto, a convertirse en un protagonista más.
La serie está dirigida por Alejandro Bazzano, Alberto Ruiz Rojo y Menna Fité y producida por Atremedia Televisión en colaboración con Boomerang TV.

### La Moderna
En febrero de 2024 se anuncia que formará parte de la segunda temporada de La Moderna, serie diaria de La 1.

## Trabajos en cine
Entre sus primeros trabajos en cine destacan títulos como El palomo cojo (1995), de Jaime de Armiñán. Posteriormente rodaría otras películas como Gente pez (2001), de Jorge Iglesias, Desde que amanece apetece (2006), de Antonio del Real o Los Borgia (2006), de Antonio Hernández.
Sus últimas intervenciones en la gran pantalla han sido de la mano de Andrucha Waddington en Lope, Borja Cobeaga en No controles, Javier Fesser en Al final todos mueren, Klaus Menzel en What About Love, donde ha compartido cartel con Andy Garcia y Sharon Stone, o Joaquín Oristrell en Hablar que protagonizó junto a actores como Antonio de la Torre, Juan Diego Botto, Raúl Arévalo o Marta Etura, entre otros. La película, rodada en un solo plano secuencia, inauguró la sección oficial del 18 Festival de cine español de Málaga, donde la crítica destacó su interpretación. "Hablar" se alzó con el Premio del Jurado joven a la mejor película de la sección oficial de largometrajes a concurso. 
En EE. UU. estrenó en 2014 la película ABC's of Death 2, en la que protagoniza uno de los cortos que componen la secuela de esta ambiciosa antología de horror que sorprendió a la audiencia mundial con 26 cortometrajes dirigidos por algunos de los mejores talentos del cine de género.

## Trabajos en teatro
Miguel Ángel también ha trabajado el teatro, representando la ópera La cenerentola (1996) en el Teatro de la Zarzuela. En febrero de 2003 se estrenaba su segunda obra en el Teatro Alcázar: Quickly, protagonizada junto a su amigo Daniel Huarte. Más adelante protagonizó el montaje El cartero de Neruda (2006), junto a José Ángel Egido, Tina Sáinz y Marina San José.
También ha participado en numerosos autos sacramentales como el de El auto de la Cruz en La Colegiata de Santa María en Antequera, dirigido por Ricardo Pereira. Su última intervención teatral fue en la sala de Microteatro por dinero de Madrid, con la obra Amor casual, escrita y dirigida por Nicolás Casariego, donde compartía cartel junto a Manuela Vellés.
En 2016 se pone a las órdenes de José Luis Garci para representar en el Teatro Español la obra Arte Nuevo (Un homenaje), que compendia Cargamento de sueños, de Alfonso Sastre y El hermano, de Medardo Fraile. Durante este año también estrenó en el Teatro María Guerrero la obra "El Hogar del Monstruo" de Vanessa Monfort.

## Programas de televisión
Fue ganador de la primera edición del programa “MasterChef Celebrity”. Por primera vez este talent show reunía como aspirantes a cocineros a actores, músicos, deportistas. Un espacio de superación personal donde algunos personajes famosos del ámbito nacional español descubrían en que consiste la cocina profesional. Como premio había 75.000 euros en juego para destinar a una ONG.
Ha sido invitado de "Planeta Calleja" en el que, junto al conductor del programa Jesús Calleja, viajó a Bolivia. Comenzaron en Uyuni, a 3.600m de altitud, donde recorrieron en bicicleta su famoso Salar. Posteriormente el presentador preparó un desafío de altura para el actor: coronar la cima del Pico Tarija a 5.350 metros de altitud.
En Francia participó en el conocido programa de televisión "Danse avec les estars". Un programa de baile en el que 10 rostros conocidos, emparejados con bailarines profesionales, competían entre sí en diferentes disciplinas de baile.
Desde septiembre de 2020 presenta en La 1 de TVE el programa de cocina Como sapiens. En 2021 entra a formar parte del Talent show The Dancer.

## Deportes
En 2023 decide disputar la Copa Racer, una competición monomarca de automovilismo celebrada en circuitos de carreras con vistas a realizar un documental sobre la temporada y su evolución como piloto durante la misma. Participa con la escudería PMR Racing y los compañeros de pilotaje Félix Aparicio en las tres primeras rondas y Álvaro Bajo en la cuarta. Logra terminar en la décima posición en el campeonato absoluto y tercero en el Trofeo Sergio Tobar a los mejores rookies.
Resultados
| Año  | Escudería  | NAV | NAV | NAV | CAT | CAT | CAT | CRT | CRT | CRT | JER | JER | JER | EST | EST | EST | Pos. | Ptos. |
| ---- | ---------- | --- | --- | --- | --- | --- | --- | --- | --- | --- | --- | --- | --- | --- | --- | --- | ---- | ----- |
| 2023 | PRM Racing | 13  |     | 10  | 10  |     | 10  |     | 12  | 7   | 12  |     | 11  | 14  | 14  | 9   | 10   | 88    |

## Filmografía

### Cine

#### Cortometrajes
- La vida siempre es corta (1994), de Miguel Albaladejo.
- Probabilidades (2006), de Ricardo Bajo Gaviño.
- Adiós papá, adiós mamá (2010), de Luis Soravilla
- Hay dos clases de personas (2013), de Eva Moreno y Juanca Vellido.
- Proyecto Tiempo (2017), de Isabel Coixet

#### Largometrajes
- El palomo cojo (1995), de Jaime de Armiñán.
- Gente pez (2001), de Jorge Iglesias.
- Desde que amanece apetece (2006), de Antonio del Real.
- Los Borgia (2006), de Antonio Hernández.
- Ekipo Ja (2007), de Juan Muñoz.
- Intrusos (en Manasés) (2007), de Juan Carlos Claver.
- Trío de ases: el secreto de la Atlántida (2008), de Joseba Vázquez.
- Tensión sexual no resuelta (2010), de Miguel Ángel Lamata
- No controles (2010), de Borja Cobeaga.
- Lope (2010), de Andrucha Waddington.
- Viral (2013), de Lucas Figueroa.
- Al final todos mueren (2013), de Pablo Vara.
- Hablar (2015), de Joaquín Oristrell.
- El crack cero (2019), de José Luis Garci.
- 100 días con la tata (2022), película documental propia.
- Daddy Daughter Trip (2022), de Rob Schneider
- En otro lugar (Dos vacas y una burra) (2022), de Jesús del Cerro
- What About Love (2024).
- Pared con pared (2024), de Patricia Font.

#### Doblaje
- Simbad: La leyenda de los siete mares (2003)-- Simbad
- El farsante (2006)-- Elliot
- Creo que quiero a mi mujer (2007)-- Ron

### Televisión
| Año           | Serie                               | Canal       | Personaje                            | Episodios     |
| ------------- | ----------------------------------- | ----------- | ------------------------------------ | ------------- |
| 1997          | Mamá quiere ser artista             | Antena 3    | Junior                               | 6 episodios   |
| 1997-1998     | Al salir de clase                   | Telecinco   | Javier "Javi" Castro                 | 77 episodios  |
| 1999          | Condenadas a entenderse             | Antena 3    | Lurri                                | 1 episodio    |
| 2000          | ¡Ala...Dina!                        | La 1        | Repartidor de pizza                  | 1 episodio    |
| 2000          | Policías, en el corazón de la calle | Antena 3    | Raúl                                 | 1 episodio    |
| 2000-2002     | Compañeros                          | Antena 3    | Charlie                              | 16 episodios  |
| 2001          | Periodistas                         | Telecinco   | Policía                              | 2 episodios   |
| 2002          | Hospital Central                    | Telecinco   | Alfonso Trece                        | 1 episodio    |
| 2002-2005     | Un paso adelante                    | Antena 3    | Roberto "Rober" Arenales             | 84 episodios  |
| 2005-2006     | Mis adorables vecinos               | Antena 3    | Juan Castillo                        | 19 episodios  |
| 2007          | Aída                                | Telecinco   | Julián                               | 1 episodio    |
| 2007-2008     | El síndrome de Ulises               | Antena 3    | Ulises Gaytán de Arzuaga             | 26 episodios  |
| 2008          | Cazadores de hombres                | Antena 3    | Hugo Vidal                           | 1 episodio    |
| 2009          | Amar en tiempos revueltos           | La 1        | Doctor Julián Maldonado              | 2 episodios   |
| 2010          | La piel azul                        | Antena 3    | Germán                               | 2 episodios   |
| 2010          | Ben-Hur                             | ABC         | Antegua                              | 2 episodios   |
| 2010          | Gavilanes                           | Antena 3    | Ángel                                | 1 episodio    |
| 2011          | Vida loca                           | Telecinco   | Toti Blanco                          | 20 episodios  |
| 2012          | Infames                             | Cadenatres  | José María Barajas / Joaquín Navarro | 39 episodios  |
| 2012          | Capadocia                           | HBO         | Héctor Bolaños                       | 13 episodios  |
| 2014-2015     | Sin identidad                       | Antena 3    | Bruno Vergel                         | 23 episodios  |
| 2016-2017     | Amar es para siempre                | Antena 3    | Alonso Núñez de Losada               | 182 episodios |
| 2017          | El Ministerio del Tiempo            | La 1        | Gonzalo Guerrero                     | 1 episodio    |
| 2018          | Presunto culpable                   | Antena 3    | Jon Arístegui                        | 13 episodios  |
| 2020          | Vergüenza                           | #0          | Él mismo                             | 1 episodio    |
| 2022          | Sequía                              | La 1        | Óscar Santos                         | 8 episodios   |
| 2022          | Historias de UPA Next               | Atresplayer | Roberto "Rober" Arenales             | 1 episodio    |
| 2022          | Bosé                                | Paramount+  | Julio Iglesias                       | 2 episodios   |
| 2022-2023     | UPA Next                            | Atresplayer | Roberto "Rober" Arenales             | 8 episodios   |
| 2023          | Citas Barcelona                     | Prime Video | Samuel                               | 1 episodio    |
| 2024-presente | La Moderna                          | La 1        | César Morell                         | ¿? episodios  |

### Teatro
- La cenerentola (1996)
- Bastián y Bastiana (2003)
- Quickly (2003)
- El cartero de Neruda (2006)
- Arte Nuevo (Un homenaje), de José Luis Garci (2016)[14]
- El hogar del monstruo, como el Dr. Darwin (2016)

## Trayectoria televisiva

### Programas de televisión
| Año       | Programa      | Cadena | Notas       |
| --------- | ------------- | ------ | ----------- |
| 2020-2021 | Como sapiens  | La 1   | Presentador |
| 2021      | The Dancer    | La 1   | Capitán     |
| 2024      | Pekín Express | Max    | Presentador |

#### Como concursante
| Año  | Programa             | Cadena | Notas         |
| ---- | -------------------- | ------ | ------------- |
| 2014 | Danse avec les stars | TF1    | 8.º expulsado |
| 2016 | MasterChef Celebrity | La 1   | Ganador       |

#### Como invitado
| Año                         | Programa             | Cadena         | Notas       |
| --------------------------- | -------------------- | -------------- | ----------- |
| 2014-2015; 2018; 2021; 2023 | Zapeando             | La Sexta       | 7 programas |
| 2017                        | MasterChef Junior    | La 1           | 1 programa  |
| 2017                        | Chester in love      | Cuatro         | 1 programa  |
| 2017                        | MasterChef           | La 1           | 1 programa  |
| 2017; 2020; 2023            | MasterChef Celebrity | La 1           | 3 programas |
| 2018                        | Planeta Calleja      | Cuatro         | 1 programa  |
| 2019; 2021-2022             | La resistencia       | Movistar Plus+ | 3 programas |
| 2021                        | La Roca              | La Sexta       | 1 programa  |
| 2021                        | LEGO Masters España  | La Sexta       | 1 programa  |
| 2022                        | La noche D           | La 1           | 1 programa  |
| 2023                        | Grand Prix           | La 1           | 1 programa  |

## Discografía

### Con UPA Dance
- 2003: "UPA Dance" (+900.000 copias) 7º Discos de Platino
- 2004: "UPA Dance Edición Especial"
- 2004: "UPA Live" (+100.000 copias) 1.er Disco de Platino
- 2005: "Contigo" (+50.000 copias) 1.er Disco de Oro

### En solitario
- 2004: "Dirás que estoy loco"
- 2006: "Miguel Ángel Muñoz" (+100.000 copias) Disco de Oro - Italia y Francia

## Sencillos
Con UPA Dance
- 2002: "Once Again"
- 2002: "Morenita"
- 2003: "Sámbame"
- 2003: "Baila morena"
- 2003: "Porque me faltas tú"
- 2004: "Veneno"
- 2005: "Contigo (My Baby)"
- 2005: "Te extraño"

En solitario
- 2004: "Dirás que estoy loco"
- 2004: "Quién es el ladrón"
- 2007: "Esa morena"

## Premios
Medallas del Círculo de Escritores Cinematográficos
| Año  | Categoría                              | Película             | Resultado |
| ---- | -------------------------------------- | -------------------- | --------- |
| 2021 | Director revelación                    | 100 días con la tata | Ganador   |
| 2021 | Medalla de la solidaridad (no ficción) | 100 días con la tata | Ganador   |

- 2004: Nominado a mejor actor de televisión de España en los Premios Iris (España) por su papel en la serie Un paso adelante
- 2016: Premios Actúa Joven Talento.[17]
- 2022: Premio Forqué a Mejor largometraje documental por 100 días con la Tata.